# Martín Cardetti
Martín Alejandro Cardetti (ur. 22 października 1975 w Río Cuarto) piłkarz argentyński grający na pozycji napastnika.

## Życiorys
Cardetti jest wychowankiem klubu Rosario Central. W jego barwach zadebiutował w 1995 roku w lidze argentyńskiej. Już w pierwszym sezonie gry osiągnął swój pierwszy i zarazem jedyny z klubem z Rosario sukces, jakim było zdobycie Copa CONMEBOL. W Rosario występował przez 2 lata i w październiku 1997 przeszedł do jednego z najbardziej utytułowanych klubów w kraju, jakim był River Plate. W ataku stołecznego klubu występował wraz z Chilijczykiem Marcelo Salasem i w tamtym sezonie wywalczył mistrzostwo Argentyny fazy Apertura, a także zdobył Copa Sudamericana. Latem 1998 roku Martín przeszedł do hiszpańskiego beniaminka Primera División UD Salamanca. Pobyt w tym klubie był jednak niezbyt udany, gdyż Cardetti zdobył zaledwie 5 goli w lidze, a klub z trudem utrzymał się w niej. Po sezonie czyli w 1999 roku zawodnik wrócił do River Plate, w którym występował przez 3 kolejne sezony. Jeszcze w tym samym roku pomógł mu w wywalczeniu mistrzostwa fazy Apertura, a w 2000 roku dołożył do tego tytuł mistrzowski w Clausura. Natomiast w 2001 roku dzięki 16 zdobytym golom został królem strzelców ligi, a w 2002 roku kolejny raz został mistrzem Clausura.
Latem 2002 Cardetti po raz drugi postanowił spróbować gry w Europie i podpisał kontrakt z francuskim Paris Saint-Germain. W paryskim klubie spędził jeden sezon. Rywalizował o miejsce w ataku z Ronaldinho, Aloísio czy Bartholomew Ogbeche i przez cały sezon strzelił 7 goli dla tego klubu. Zajął z nim jednak dopiero 11. miejsce i nie do końca spełniając pokładane w nim nadzieje odszedł do Realu Valladolid. W hiszpańskim klubie spisywał się jeszcze słabiej i w zaledwie 12 rozegranych meczach ani razu nie wpisał się na listę strzelców, a do tego klub spadł do Segunda División.
W 2004 roku Cardetti wrócił do Buenos Aires i został piłkarzem Racing Club de Avellaneda. Występując w nim przez rok zdobył 4 bramki, a w fazie Clausura zajął 3. miejsce w lidze. W 2005 roku Martín przeszedł do meksykańskiego UNAM Pumas, gdzie występował przez rok, ale nie wywalczył większych sukcesów. Latem 2006 powrócił do Argentyny i grał w Gimnasia y Esgrima La Plata, a w zimie 2007 został zawodnikiem kolumbijskiego Deportivo Cali, w którym odzyskał dawną formę i poprowadził go do 3-4. miejsca w lidze. Latem 2007 został zawodnikiem CA Colón.
| Sezon   | Klub                        | Kraj      | Rozgrywki                                | Mecze | Bramki |
| ------- | --------------------------- | --------- | ---------------------------------------- | ----- | ------ |
| 1995/96 | Rosario Central             | Argentyna | Primera División                         | 22    | 5      |
| 1996/97 | Rosario Central             | Argentyna | Primera División                         | 29    | 13     |
| 1997/98 | Rosario Central             | Argentyna | Primera División                         | 1     | 0      |
| 1997/98 | River Plate                 | Argentyna | Primera División                         | 23    | 10     |
| 1998/99 | UD Salamanca                | Hiszpania | Primera División                         | 24    | 5      |
| 1999/00 | River Plate                 | Argentyna | Primera División                         | 23    | 5      |
| 2000/01 | River Plate                 | Argentyna | Primera División                         | 32    | 17     |
| 2001/02 | River Plate                 | Argentyna | Primera División                         | 19    | 17     |
| 2002/03 | Paris Saint-Germain         | Francja   | Ligue 1                                  | 21    | 7      |
| 2003/04 | Real Valladolid             | Hiszpania | Primera División                         | 12    | 0      |
| 2004/05 | Racing Club de Avellaneda   | Argentyna | Primera División                         | 30    | 4      |
| 2005/06 | UNAM Pumas                  | Meksyk    | Primera División                         | 16    | 4      |
| 2006/07 | Gimnasia y Esgrima La Plata | Argentyna | Primera División                         | 9     | 2      |
| 2007    | Deportivo Cali              | Kolumbia  | Copa Mustang                             | 19    | 9      |
| 2007/08 | CA Colón                    | Argentyna | Primera División                         | 17    | 3      |
|         |                             |           | Łącznie w argentyńskiej Primera División | 188   | 73     |
|         |                             |           | Łącznie w hiszpańskiej Primera División  | 36    | 5      |
|         |                             |           | Łącznie w Ligue 1                        | 21    | 7      |
|         |                             |           | Łącznie w meksykańskiej Primera División | 16    | 4      |
|         |                             |           | Łącznie w Copa Mustang                   | 19    | 9      |